# San Miguel Panixtlahuaca
San Miguel Panixtlahuaca là một đô thị thuộc bang Oaxaca, Mexico. Năm 2005, dân số của đô thị này là 5724 người.